# Corte dei Miracoli (gruppo musicale)
La Corte dei Miracoli è stata una rock band italiana costituitasi nel 1973 e scioltasi nel 1976.

## Storia
Il gruppo nasce agli inizi degli anni settanta a Savona ed è formato da membri di precedenti band come il tastierista Alessio Feltri e il bassista Gabriele Siri, proveniente dai Tramps e da Il giro strano. Nel 1975 il tastierista Michele Carlone abbandona il gruppo e viene sostituito da Riccardo Zegna, mentre verso il 1976 si aggiunge il chitarrista Valerio Piccioli.
La breve carriera del gruppo è caratterizzata dalla registrazione di tre album, Dimensione onirica, registrato tra il 1973 e il 1974, Live at Lux, una registrazione di uno dei loro concerti del 1976, e Corte dei Miracoli, prodotto e pubblicato nello stesso anno, l'unico durante la loro attività, conclusasi nell'estate.

## Formazione
- Graziano Zippo - voce (1973-1976)
- Alessio Feltri - tastiera (1973-1976)
- Michele Carlone - tastiera (1973-1975)
- Riccardo Zegna - tastiera (1975-1976)
- Gabriele Siri - basso (1973-1976)
- Flavio Scogna - batteria, percussioni (1973-1976)

## Discografia
- 1976 – Corte dei Miracoli
- 1992 – Dimensione onirica
- 1993 – Live at Lux